# Zure haring

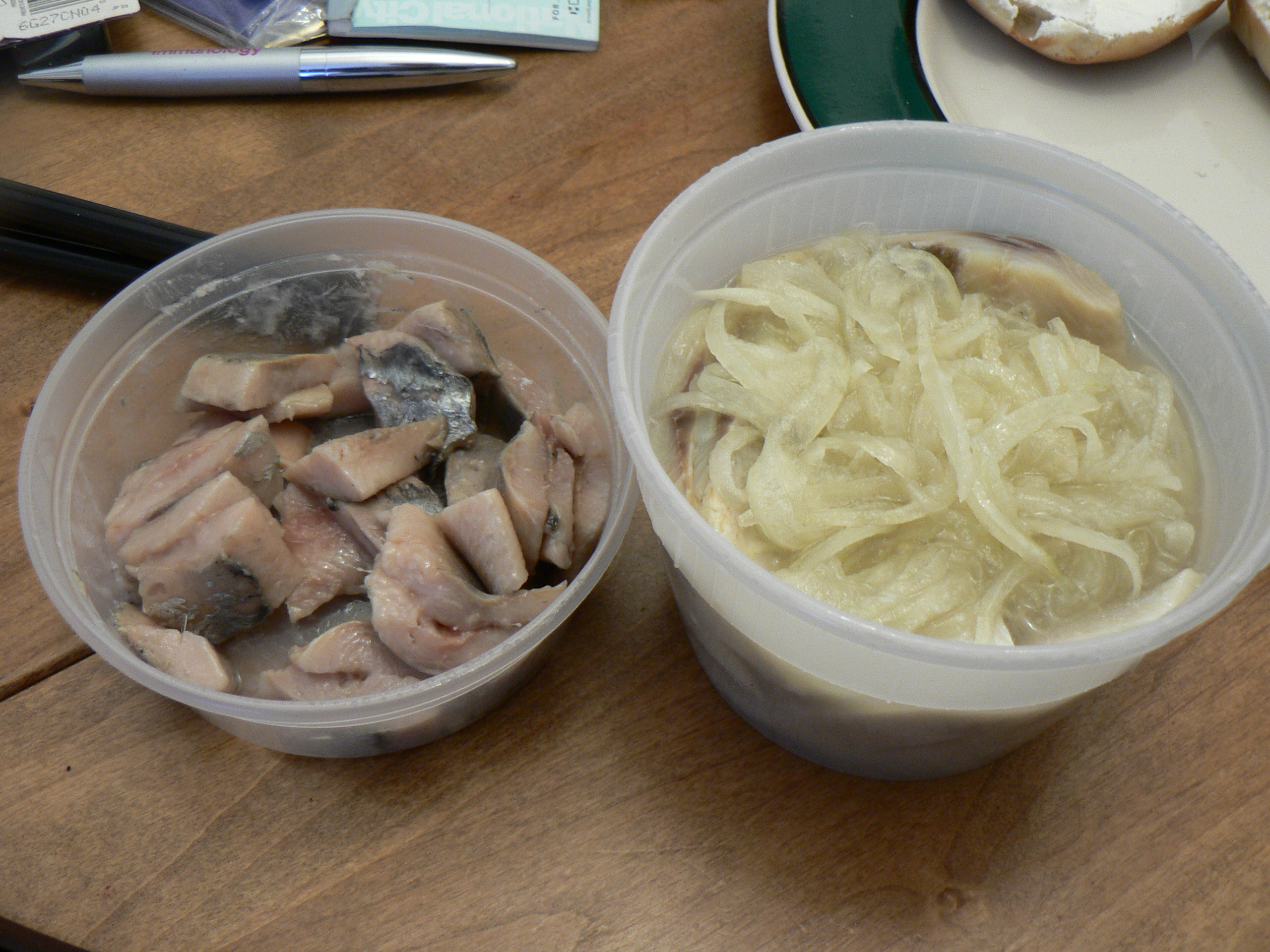
Zure haring in stukjes

Zure haring is haring die is ingelegd in azijn en kruiden. Zure haring behoort tot de Noord-Europese en de Oost-Europese Joodse keuken.
Het gerecht is in de 17e eeuw door  Asjkenazische Joden in Nederland geïntroduceerd. Het wordt sinds de middeleeuwen vooral gegeten in Duitsland, Polen, de Friese regio, Scandinavië en Groot-Brittannië.
Zure haring wordt gemaakt van vis die na juni is gevangen. Deze haringen zijn niet meer geschikt om als Hollandse nieuwe verkocht te worden, omdat ze te vol zitten met hom of kuit of te mager zijn, nadat de haring hom of kuit geschoten heeft. Van deze haringen wordt ook rolmops gemaakt.
De gekaakte haring wordt ongekookt of voorbewerkt ingelegd in een mengsel van azijn, water, witte uienringen, kruiden (zoals dille, jeneverbessen, peperkorrels, mosterdzaad, laurierbladeren), suiker en zout. De verhouding azijn/water is 1/20. De eerste drie dagen moet de inlegpot een keer per dag omgeschud worden. Na een dag of zes is de verse haring een zure haring geworden.
Zure haring is mits gekoeld lang houdbaar. In Nederland wordt ze vaak zonder toevoeging van suiker en dille gemaakt, hierdoor is de haring zuurder en steviger dan de Asjkenazische zure haring.